# Tõnis Vanaselja
Tõnis Vanaselja (ur. 27 maja 1988) – estoński kierowca wyścigowy.

## Biografia
Karierę rozpoczynał w kartingu. Startował w mistrzostwach Estonii, Łotwy, Bałtyku i Holandii. W 2008 roku zdobył mistrzostwo Baltic Rotax Max Challenge Senior. Jednocześnie w 2008 roku wystartował w Fińskiej Formule 3. W 2009 roku startował w Formule Renault, zdobywając mistrzostwo Austrii. W latach 2014–2016 rywalizował w Formule Scandic, okazyjnie ścigał się również turystycznym BMW 325i.
Pracuje w firmie Amper Engineering. Był współodpowiedzialny za projekt estońskiego koncepcyjnego supersamochodu Amper.

## Wyniki
| Legenda oznaczeń w tabelach wyników Wyświetl szablon na nowej stronie | Legenda oznaczeń w tabelach wyników Wyświetl szablon na nowej stronie                                                                     |
| Oznaczenie                                                            | Wyjaśnienie |
| --------------------------------------------------------------------- | --- |
| Złoty                                                                 | Zwycięzca lub mistrzostwo |
| Srebrny                                                               | 2. miejsce lub wicemistrzostwo |
| Brązowy                                                               | 3. miejsce lub II wicemistrzostwo |
| Zielony                                                               | Ukończył, punktował (w klasyfikacji generalnej, gdy zdobył co najmniej jeden punkt na przestrzeni sezonu, poza trzema powyższymi opcjami) |
| Niebieski                                                             | Ukończył, nie punktował (w klasyfikacji generalnej, gdy nie zdobył co najmniej jednego punktu na przestrzeni sezonu)                      |
| Czerwony                                                              | Nie zakwalifikował się (NZ) |
| Czerwony                                                              | Nie prekwalifikował się (NPK) |
| Różowy                                                                | Nie ukończył (NU) |
| Różowy                                                                | Niesklasyfikowany (NS) (w klasyfikacji generalnej, gdy nie został sklasyfikowany w żadnym wyścigu sezonu)                                 |
| Czarny                                                                | Zdyskwalifikowany (DK) |
| Czarny                                                                | Wykluczony (WYK/EX) |
| Biały                                                                 | Nie wystartował (NW) |
| Biały                                                                 | Kontuzjowany (K/INJ) |
| Biały                                                                 | Wyścig odwołany (OD/C) |
| Bez koloru                                                            | Został wycofany (WYC/WD) |
| Bez koloru                                                            | Nie przybył (NP/DNA) |
| Bez koloru                                                            | Nie brał udziału w treningach (NT/DNP) |
| Bez koloru                                                            | Nie został zgłoszony (–) |
| Pogrubienie                                                           | Start z pole position |
| Kursywa                                                               | Najszybsze okrążenie wyścigu |
| †                                                                     | Nie ukończył, ale jego rezultat został zaliczony ze względu na przejechanie więcej niż 90% dystansu wyścigu.                              |
| *                                                                     | Sezon w trakcie |
| 1/2/3                                                                 | Punktowana pozycja w sprincie kwalifikacyjnym                                                                                             |
| Lista systemów punktacji Formuły 1                                    | |

### Fińska Formuła 3
| Rok  | Zespół         | Samochód     | Silnik | Wyniki w poszczególnych eliminacjach | Wyniki w poszczególnych eliminacjach | Wyniki w poszczególnych eliminacjach | Wyniki w poszczególnych eliminacjach | Wyniki w poszczególnych eliminacjach | Wyniki w poszczególnych eliminacjach | Wyniki w poszczególnych eliminacjach | Wyniki w poszczególnych eliminacjach | Wyniki w poszczególnych eliminacjach | Wyniki w poszczególnych eliminacjach | Wyniki w poszczególnych eliminacjach | Wyniki w poszczególnych eliminacjach | Pkt. | Msc. |
| ---- | -------------- | ------------ | ------ | ------------------------------------ | ------------------------------------ | ------------------------------------ | ------------------------------------ | ------------------------------------ | ------------------------------------ | ------------------------------------ | ------------------------------------ | ------------------------------------ | ------------------------------------ | ------------------------------------ | ------------------------------------ | ---- | ---- |
| 2008 |                |              |        | Finlandia                            | Finlandia                            | Finlandia                            | Finlandia                            | Finlandia                            | Estonia                              | Estonia                              | Finlandia                            | Finlandia                            | Finlandia                            | Finlandia                            | Finlandia                            | 0    | NS   |
| 2008 | TT Racing Team | Dallara F302 | Opel   | -                                    | -                                    | -                                    | -                                    | -                                    | -                                    | -                                    | 11                                   | 11                                   | 9                                    | NW                                   | 10                                   | 0    | NS   |

### Północnoeuropejski Puchar Formuły Renault 2.0
| Rok  | Zespół           | Samochód      | Silnik  | Wyniki w poszczególnych eliminacjach | Wyniki w poszczególnych eliminacjach | Wyniki w poszczególnych eliminacjach | Wyniki w poszczególnych eliminacjach | Wyniki w poszczególnych eliminacjach | Wyniki w poszczególnych eliminacjach | Wyniki w poszczególnych eliminacjach | Wyniki w poszczególnych eliminacjach | Wyniki w poszczególnych eliminacjach | Wyniki w poszczególnych eliminacjach | Wyniki w poszczególnych eliminacjach | Wyniki w poszczególnych eliminacjach | Wyniki w poszczególnych eliminacjach | Wyniki w poszczególnych eliminacjach | Wyniki w poszczególnych eliminacjach | Wyniki w poszczególnych eliminacjach | Pkt. | Msc. |
| ---- | ---------------- | ------------- | ------- | ------------------------------------ | ------------------------------------ | ------------------------------------ | ------------------------------------ | ------------------------------------ | ------------------------------------ | ------------------------------------ | ------------------------------------ | ------------------------------------ | ------------------------------------ | ------------------------------------ | ------------------------------------ | ------------------------------------ | ------------------------------------ | ------------------------------------ | ------------------------------------ | ---- | ---- |
| 2009 |                  |               |         | Holandia                             | Holandia                             | Niemcy                               | Niemcy                               | Finlandia                            | Finlandia                            | Niemcy                               | Niemcy                               | Holandia                             | Holandia                             | Czechy                               | Czechy                               | Niemcy                               | Niemcy                               | Belgia                               | Belgia                               | 13   | 30   |
| 2009 | Scuderia Nordica | Tatuus FR2000 | Renault | -                                    | -                                    | -                                    | -                                    | 12                                   | 17                                   | -                                    | -                                    | -                                    | -                                    | -                                    | -                                    | -                                    | -                                    | -                                    | -                                    | 13   | 30   |

### Austriacka Formuła Renault 2.0
| Rok  | Zespół           | Samochód      | Silnik  | Wyniki w poszczególnych eliminacjach | Wyniki w poszczególnych eliminacjach | Wyniki w poszczególnych eliminacjach | Wyniki w poszczególnych eliminacjach | Wyniki w poszczególnych eliminacjach | Wyniki w poszczególnych eliminacjach | Wyniki w poszczególnych eliminacjach | Wyniki w poszczególnych eliminacjach | Wyniki w poszczególnych eliminacjach | Wyniki w poszczególnych eliminacjach | Pkt. | Msc. |
| ---- | ---------------- | ------------- | ------- | ------------------------------------ | ------------------------------------ | ------------------------------------ | ------------------------------------ | ------------------------------------ | ------------------------------------ | ------------------------------------ | ------------------------------------ | ------------------------------------ | ------------------------------------ | ---- | ---- |
| 2009 |                  |               |         | Niemcy                               | Niemcy                               | Niemcy                               | Niemcy                               | Niemcy                               | Niemcy                               | Węgry                                | Węgry                                | Austria                              | Austria                              | 87   | 1    |
| 2009 | Scuderia Nordica | Tatuus FR2000 | Renault | 1                                    | 1                                    | -                                    | -                                    | -                                    | -                                    | 4                                    | 3                                    | 2                                    | 1                                    | 87   | 1    |

### Fińska Formuła Renault 2.0
| Rok  | Zespół           | Samochód      | Silnik  | Wyniki w poszczególnych eliminacjach | Wyniki w poszczególnych eliminacjach | Wyniki w poszczególnych eliminacjach | Wyniki w poszczególnych eliminacjach | Wyniki w poszczególnych eliminacjach | Wyniki w poszczególnych eliminacjach | Wyniki w poszczególnych eliminacjach | Wyniki w poszczególnych eliminacjach | Wyniki w poszczególnych eliminacjach | Wyniki w poszczególnych eliminacjach | Pkt. | Msc. |
| ---- | ---------------- | ------------- | ------- | ------------------------------------ | ------------------------------------ | ------------------------------------ | ------------------------------------ | ------------------------------------ | ------------------------------------ | ------------------------------------ | ------------------------------------ | ------------------------------------ | ------------------------------------ | ---- | ---- |
| 2009 |                  |               |         | Finlandia                            | Finlandia                            | Szwecja                              | Szwecja                              | Finlandia                            | Finlandia                            | Finlandia                            | Finlandia                            | Finlandia                            | Finlandia                            | 118  | 8    |
| 2009 | Scuderia Nordica | Tatuus FR2000 | Renault | 9                                    | 9                                    | 7                                    | 4                                    | 6                                    | 6                                    | 7                                    | 7                                    | -                                    | -                                    | 118  | 8    |